# 新竹遊覽車劫持事件
新竹遊覽車劫持事件，為2001年6月23日，發生於臺灣省新竹縣，一宗因為不滿政府機關處理態度，而於搭乘客運途中的劫持事件。張文亮、莊寶雲夫婦因懷疑司法不公，共謀在2001年6月23日上午10時許，在新竹縣竹北交流道，搭乘由曾德光駕駛的遊覽車前往台北市，欲北上向法務部長陳定南投訴。
張文亮持預藏的改造手槍向司機曾德光表示要劫車，期間曾德光曾試圖以不認識路為由拖阻，立刻引來莊寶雲一頓怒斥，並遭莊以空飲料瓶丟擲，曾因此被迫遵照被告二人指示駕駛。行駛到台北市重慶北路三段、靠近酒泉街口時，與獲報的警方自此展開四小時的對峙。
下午5時40分許，陳定南應約來到現場，並經警方安排到遊覽車旁，莊寶雲從車窗看見陳定南已到，立刻要求曾德光打開車門，莊隨後下車向陳定南跪遞陳情書時，待命的警力攻堅，順利逮捕張文亮，並成功救出被挾持的十四名人質。士林地檢署依挾持交通運輸工具罪嫌將兩人起訴，並分別具體求處七年徒刑。最後，士林地方法院依判處張文亮有期徒刑5年，莊寶雲有期徒刑4年。